# Morchain
Morchain est une commune française située dans le département de la Somme, en région Hauts-de-France.

## Géographie

### Localisation
Proche de l'axe Amiens - Saint-Quentin, le village est accessible par la route départementale 123.
En 2019, il est desservi par les autocars du réseau inter-urbain Trans'80, Hauts-de-France (ligne no 50, Péronne - Matigny - Ham).

### Hydrographie
La commune est située dans le bassin Artois-Picardie. Elle n'est drainée par aucun cours d'eau.

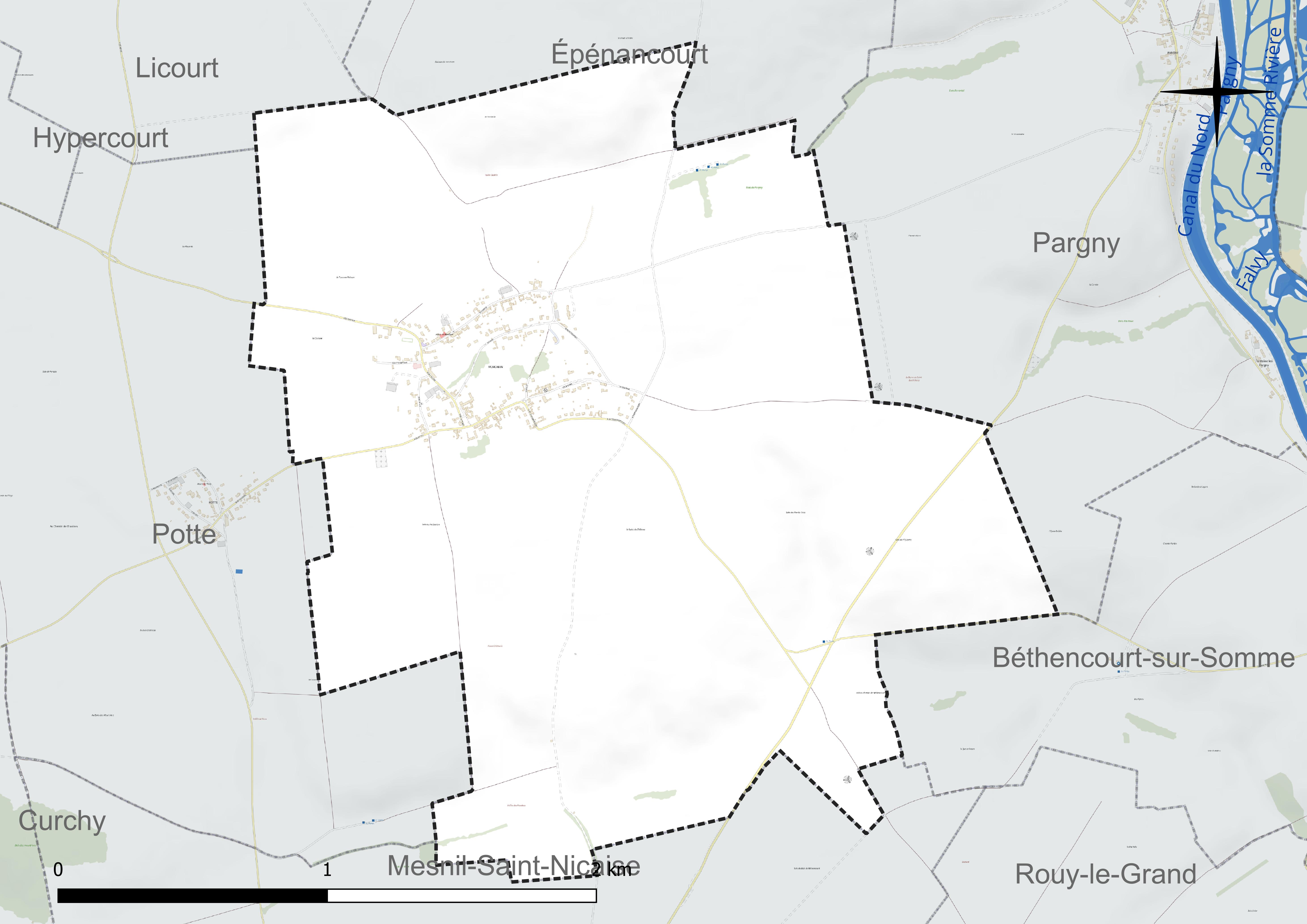
Réseau hydrographique de Morchain.

### Climat
Pour des articles plus généraux, voir Climat des Hauts-de-France et Climat de la Somme.
En 2010, le climat de la commune est de type climat océanique dégradé des plaines du Centre et du Nord, selon une étude du CNRS s'appuyant sur une série de données couvrant la période 1971-2000. En 2020, Météo-France publie une typologie des climats de la France métropolitaine dans laquelle la commune est exposée à un climat océanique et est dans la région climatique Nord-est du bassin Parisien, caractérisée par un ensoleillement médiocre, une pluviométrie moyenne régulièrement répartie au cours de l'année et un hiver froid (3 °C).
Pour la période 1971-2000, la température annuelle moyenne est de 10,3 °C, avec une amplitude thermique annuelle de 14,7 °C. Le cumul annuel moyen de précipitations est de 702 mm, avec 11,5 jours de précipitations en janvier et 9,1 jours en juillet. Pour la période 1991-2020, la température moyenne annuelle observée sur la station météorologique la plus proche, située sur la commune d'Estrées-Mons à 11 km à vol d'oiseau, est de 11,0 °C et le cumul annuel moyen de précipitations est de 647,5 mm,. Pour l'avenir, les paramètres climatiques de la commune estimés pour 2050 selon différents scénarios d'émission de gaz à effet de serre sont consultables sur un site dédié publié par Météo-France en novembre 2022.

## Urbanisme

### Typologie
Au 1er janvier 2024, Morchain est catégorisée commune rurale à habitat dispersé, selon la nouvelle grille communale de densité à sept niveaux définie par l'Insee en 2022.
Elle est située hors unité urbaine et hors attraction des villes,.

### Occupation des sols
L'occupation des sols de la commune, telle qu'elle ressort de la base de données européenne d'occupation biophysique des sols Corine Land Cover (CLC), est marquée par l'importance des territoires agricoles (92,4 % en 2018), une proportion identique à celle de 1990 (92,4 %). La répartition détaillée en 2018 est la suivante : 
terres arables (92,4 %), zones urbanisées (7,6 %). L'évolution de l'occupation des sols de la commune et de ses infrastructures peut être observée sur les différentes représentations cartographiques du territoire : la carte de Cassini (XVIIIe siècle), la carte d'état-major (1820-1866) et les cartes ou photos aériennes de l'IGN pour la période actuelle (1950 à aujourd'hui).

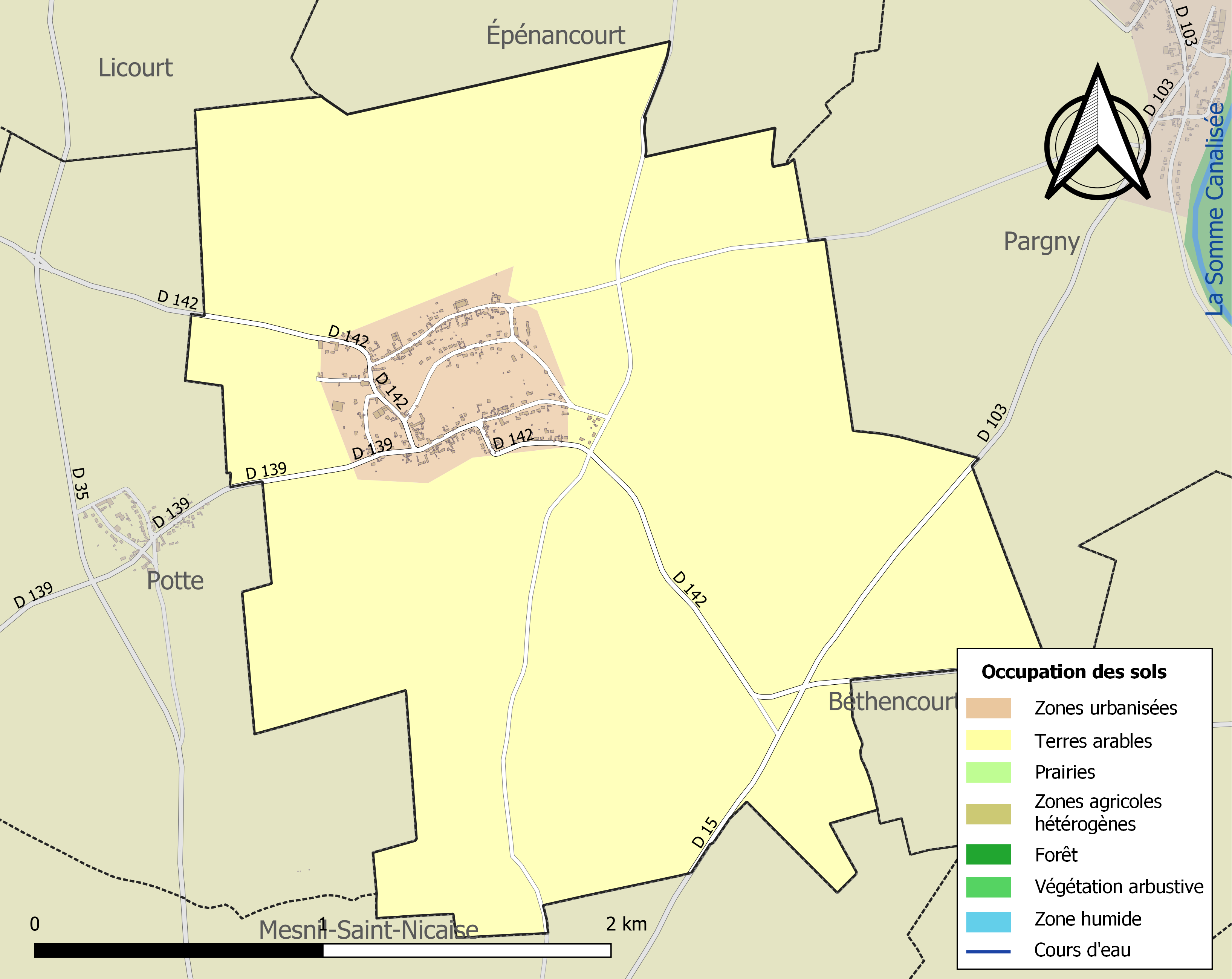
Carte des infrastructures et de l'occupation des sols de la commune en 2018 (CLC).

## Toponymie
Le nom de la localité est attesté sous les formes Morocinctus (995) ; Morcinctum (1060) ; Muricincti (1133) ; Morceing (1215) ; Morcaing (1230) ; Morchiens (1235) ; Morthaing (1243) ; Meurchain (1378) ; Morchain (1551) ; Marchier (1657) ; Morchin (1761).
Le nom du village serait issu du bas-latin muro cinctus « entouré de murs, ceint de murs »,.
Remarque : la forme est picarde et correspond aux anciennes formes de Morsan (Eure, Morchent 1050 - 1066 ; Morchenc 1321), les deux communes étant situés au nord de l'isoglosse appelée ligne Joret. Au sud de cette isoglosse se trouve Morsain (Aisne, Murocinctus 879) de même étymologie.

## Histoire
L'archéologue Michel Drouart a fouillé au lieu-dit La Fosse Châtelain un habitat gallo-romain dont deux sous-sols ont été reconnus. Peu de mobilier archéologique y a été découvert, parmi lequel on peut noter des vases de terre noire à godrons, des monnaies des IIe et IIIe siècles, ainsi qu'un vase portant un graffito MARGAVRITVS.
Du château de Goussancourt, il ne subsiste qu'une motte féodale de terre.
En 1378, Jacques de Meurchain était seigneur de la localité.
La brasserie Havelette située rue de Pertain produisait 4 000 hectolitres de bière par an avant 1914.
Première Guerre mondiale
Le village est considéré comme détruit à la fin de la guerre.
Il a été décoré de la Croix de guerre 1914-1918 le 27 octobre 1920.
Le village a été un des premiers à se relever après la Première Guerre mondiale.
.

## Politique et administration

### Rattachements administratifs et électoraux
La commune se trouve dans l'arrondissement de Péronne du département de la Somme. Pour l'élection des députés, elle fait partie depuis 2012 de la cinquième circonscription de la Somme.
Elle faisait partie depuis 1793 du canton de Nesle. Dans le cadre du redécoupage cantonal de 2014 en France, la commune intègre le canton de Ham, dont elle est désormais membre.

### Intercommunalité
La commune faisait partie de la communauté de communes du Pays Neslois (CCPN), créée fin 2001, et qui succédait au district de Nesle, créé par arrêté préfectoral du 22 mai 1964.
La loi portant nouvelle organisation territoriale de la République (Loi NOTRe) du 7 août 2015, prévoyant que les établissements publics de coopération intercommunale (EPCI) à fiscalité propre doivent avoir un minimum de 15 000 habitants, le schéma départemental de coopération intercommunale (SDCI) arrêté par le préfet de la Somme le 30 mars 2016 prévoit notamment la fusion des communautés de communes du Pays Hamois et celle du Pays Neslois, afin de constituer une intercommunalité de 42 communes groupant 20 822 habitants, et précise qu'il « s'agit d'un bassin de vie cohérent dans lequel existent déjà des migrations pendulaires entre Ham et Nesle. Ainsi Ham offre des équipements culturels, scolaires et sportifs (médiathèque et auditorium de musique de grande capacité, lycée professionnel, complexe nautique), tandis que Nesle est la commune d'accueil de grandes entreprises de l'agroalimentaire ainsi que de leurs sous-traitants ».
La fusion intervient le 1er janvier 2017 et la nouvelle structure, dont la commune fait désormais partie, prend le nom de communauté de communes de l'Est de la Somme,.

### Liste des maires
| Période                                  | Période                    | Identité          | Étiquette | Qualité                         |
| ---------------------------------------- | -------------------------- | ----------------- | --------- | ------------------------------- |
| Les données manquantes sont à compléter. |                            |                   |           |                                 |
| avant 1988                               | ?                          | Georges Soveaux   |           |                                 |
| mars 2001                                | 2008                       | Jean-Marc Wissocq |           |                                 |
| mars 2008                                | En cours (au 11 juin 2020) | Jean-Paul Bourgy  |           | Réélu pour le mandat 2020-2026, |

## Démographie
L'évolution du nombre d'habitants est connue à travers les recensements de la population effectués dans la commune depuis 1793. Pour les communes de moins de 10 000 habitants, une enquête de recensement portant sur toute la population est réalisée tous les cinq ans, les populations de référence des années intermédiaires étant quant à elles estimées par interpolation ou extrapolation. Pour la commune, le premier recensement exhaustif entrant dans le cadre du nouveau dispositif a été réalisé en 2005.

En 2022, la commune comptait 359 habitants, en évolution de +1,7 % par rapport à 2016 (Somme : −1,26 %, France hors Mayotte : +2,11 %).
| 1793 | 1800 | 1806 | 1821 | 1831 | 1836 | 1841 | 1846 | 1851 |
| ---- | ---- | ---- | ---- | ---- | ---- | ---- | ---- | ---- |
| 786  | 462  | 478  | 482  | 491  | 495  | 510  | 540  | 512  |

| 1856 | 1861 | 1866 | 1872 | 1876 | 1881 | 1886 | 1891 | 1896 |
| ---- | ---- | ---- | ---- | ---- | ---- | ---- | ---- | ---- |
| 490  | 459  | 457  | 464  | 430  | 444  | 417  | 369  | 356  |

| 1901 | 1906 | 1911 | 1921 | 1926 | 1931 | 1936 | 1946 | 1954 |
| ---- | ---- | ---- | ---- | ---- | ---- | ---- | ---- | ---- |
| 369  | 345  | 334  | 234  | 305  | 288  | 266  | 247  | 250  |

| 1962 | 1968 | 1975 | 1982 | 1990 | 1999 | 2005 | 2006 | 2010 |
| ---- | ---- | ---- | ---- | ---- | ---- | ---- | ---- | ---- |
| 251  | 265  | 239  | 250  | 271  | 248  | 282  | 283  | 314  |

| 2015 | 2020 | 2022 | - | - | - | - | - | - |
| ---- | ---- | ---- | - | - | - | - | - | - |
| 342  | 345  | 359  | - | - | - | - | - | - |

### Enseignement
Les enfants du village sont scolarisés dans le cadre d'un regroupement pédagogique comprenant également ceux des localités voisines de Licourt et Potte.

## Culture locale et patrimoine

### Lieux et monuments
- La mairie, 3 rue d'Enfer, construite comme mairie-école sur les plans de l'architecte péronnais Darcourt dans les années 1880, a été détruite lors de la Première Guerre mondiale. Elle est reconstruite sur les plans de A. Hunot par la société coopérative civile de reconstructions de Morchain en 1928[32].
- Les écoles, à l'angle de la rue de Pertain et de la rue d'Enferre, construites également après la Première Guerre mondiale, mais indépendantes de la mairie contrairement à la situation d'avant-guerre, édifiées en 1924 sur les plans de A. Hunot[33].
- Église Saint-Pierre[34],[35],[36], reconstruite en briques après la Première Guerre mondiale.
- Chapelle Notre-Dame-de-Bon-Secours. La chapelle primitive aurait été édifiée en 1316 par Agnès de Goussencourt et dédiée à saint Louis. Reconstruite en 1717 et après la Grande Guerre, elle est toute en pierre blanche[37].
- Morchain compte plusieurs calvaires, édifiés aux différentes sorties du village.
- Monument aux morts, édifié en 1926 par Georges Legrand[38] (1873-1934). Il met en scène des soldats, des femmes et des enfants.

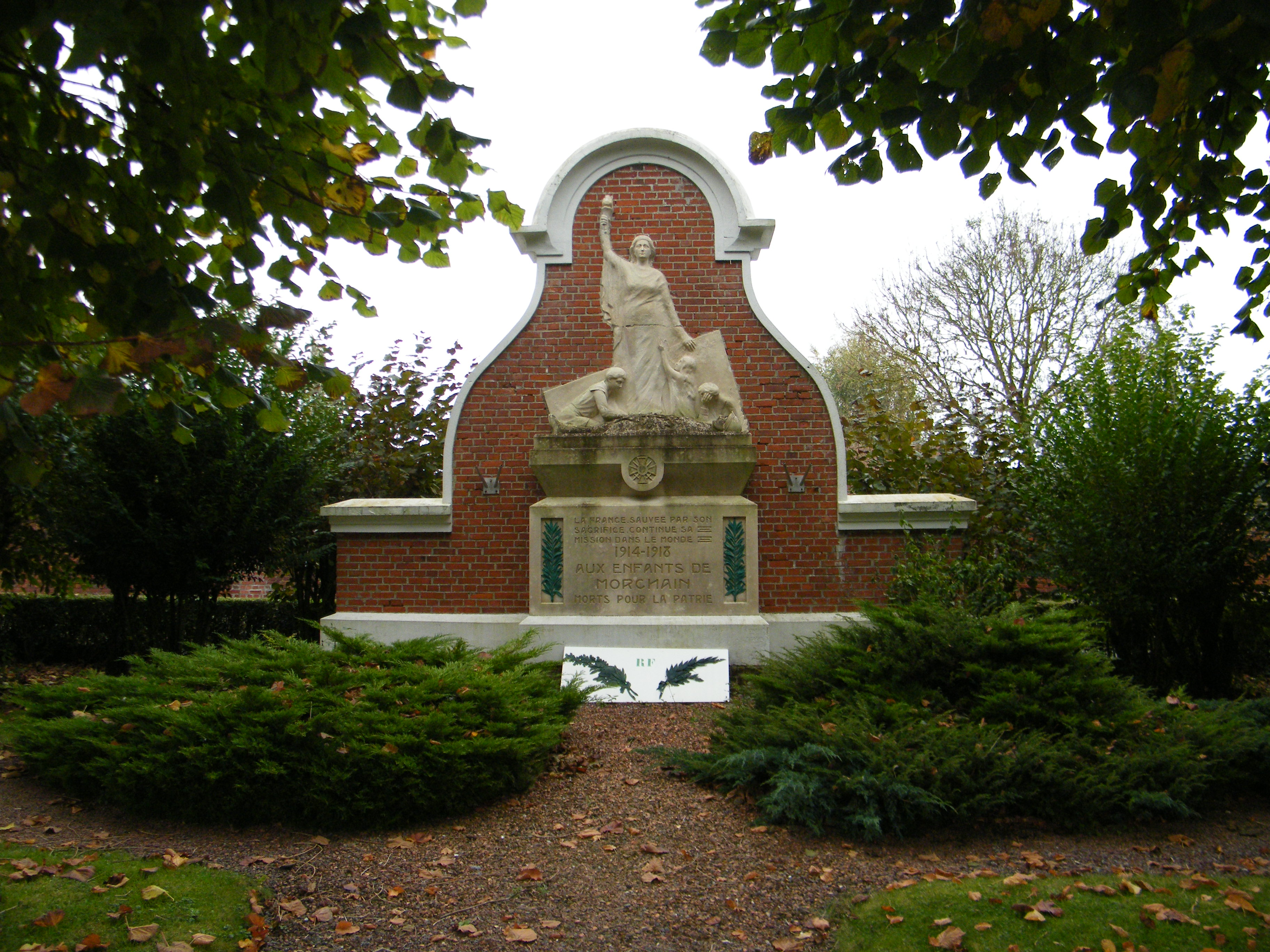
Monument aux morts.
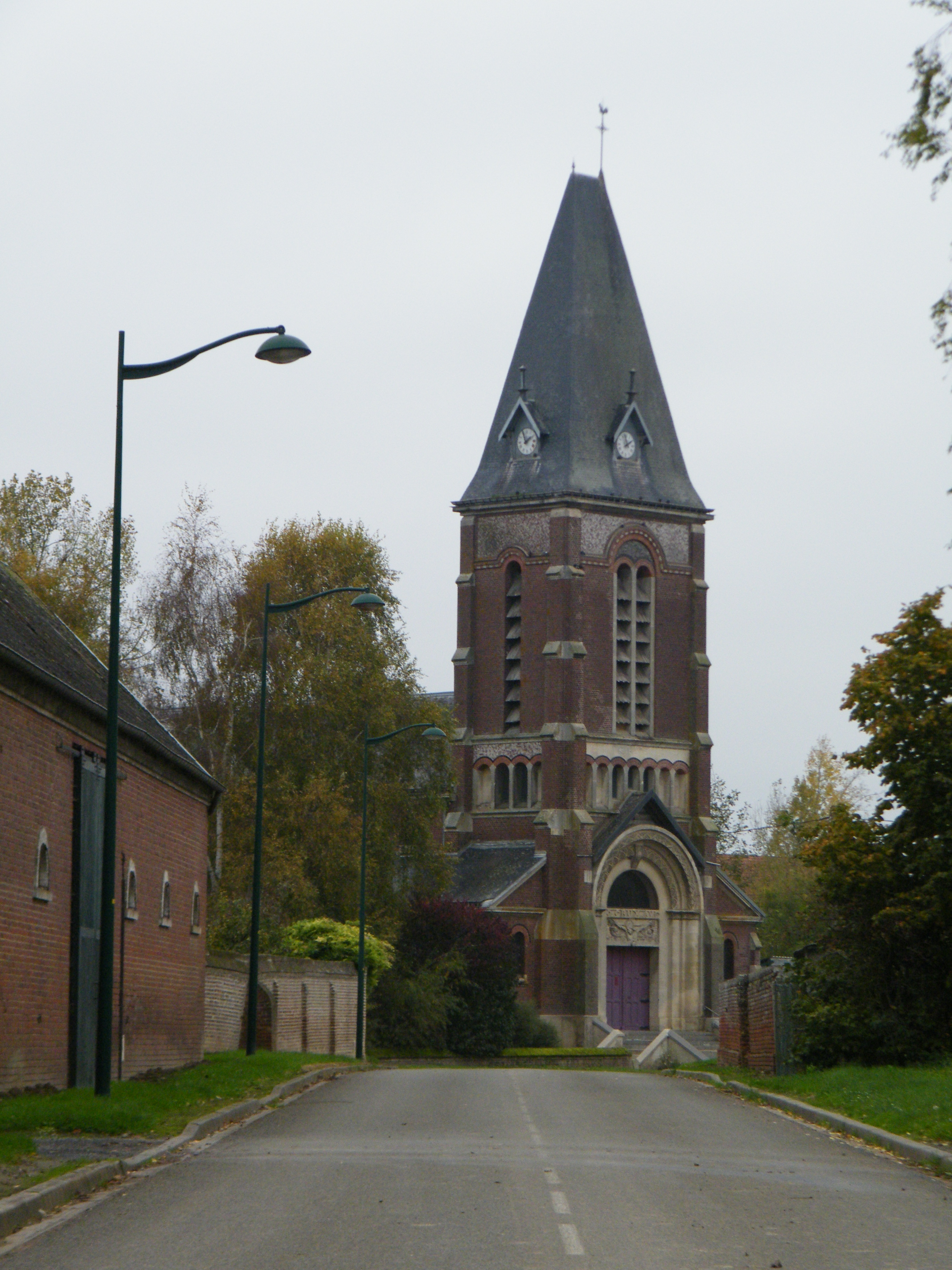
Saint-Pierre.
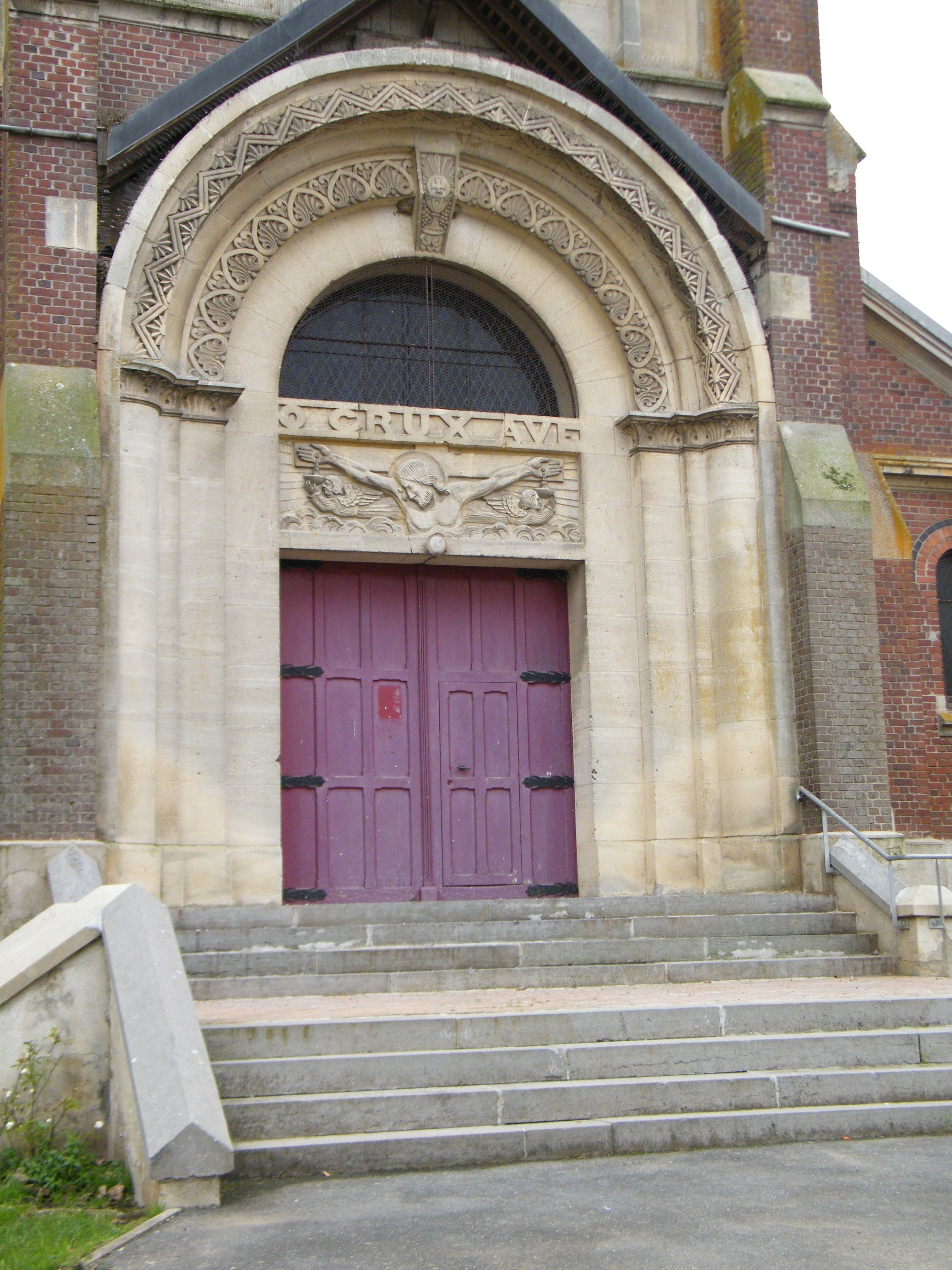
Portail de l'église.
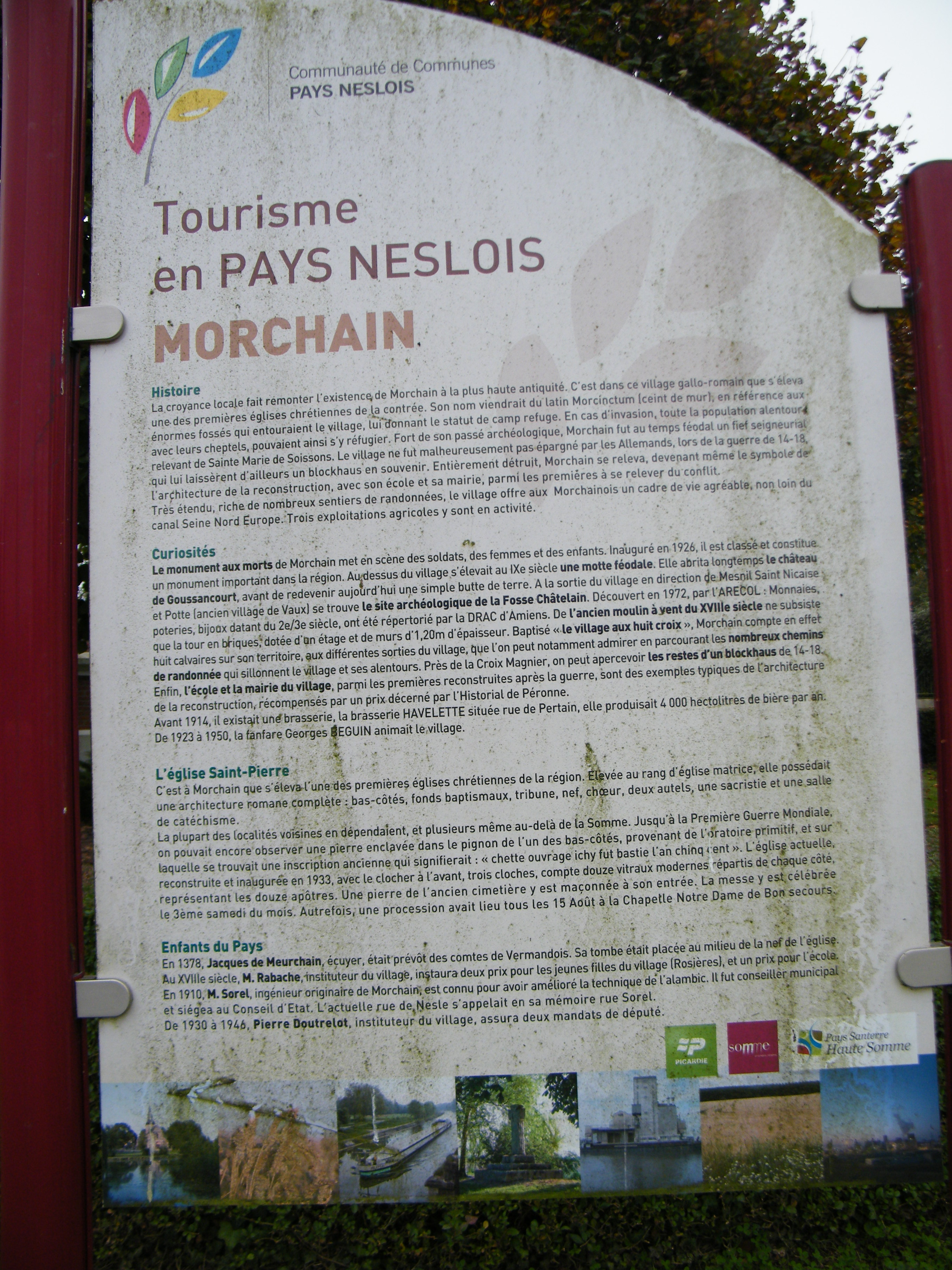
Informations locales.

### Personnalités liées à la commune
- En 1910, M. Sorel, ingénieur originaire de Morchain, conseiller municipal et conseiller d'État, a amélioré la technique de l'alambic. Une rue honore sa mémoire au village.
- Pierre Doutrellot[39], instituteur du village, assura trois mandats de député (SFIO) de 1946 à 1958.